# Зворотній відлік (фільм, 1980)
«Зворотній відлік» (англ. The Final Countdown) — американський науково-фантастичний фільм 1980 року про авіаносець, який випадково подорожує в часі у 1941 рік, прямо перед нападом японців на Перл-Гарбор. Режисер — Дон Тейлор, у фільмі зіграли Кірк Дуглас, Мартін Шин, Джеймс Фарентіно, Кетрін Рос і Чарльз Дернінг.

## Сюжет
Побудований у 1980 році, суперавіаносець USS «Німіц» (CVN-68) бере на борт цивільного спостерігача Ворена Ласкі (Мартін Шин) під час навчальної місії в Тихому океані. Після виходу в океан корабель перетинається з дивним штормом, схожим на вихор, який одразу зникає після того, як CVN-68 проходить через нього. Спочатку не розуміючи, що трапилось, командування корабля через деякий час доходить висновку, що вони перенеслися в минуле, у 6 грудня 1941 року, за день до нападу японців на Перл-Гарбор.
Командир «Німіца», капітан Єленд (Кірк Дуглас) постає перед дилемою: ухвалити рішення про доцільність використання повної потужності «Німіца», щоб знищити японський флот і змінити хід історії, або стояти осторонь і дозволити продовжити історії «нормальний рух». Після інтенсивних дебатів на борту судна капітан вирішує спір, наголошуючи на клятві, яку він і команда принесли свої країні: захищати «минуле, сьогодення і майбутнє» Америки в разі нападу, підкорятися наказам головного командувача на той момент, Франкліну Д. Рузвельту, хоча вони й прибули з майбутнього.
Єленд готується здійснити напад на атакуючі японські війська, наказавши реактивним винищувачам здійнятися в повітря. Але перш, ніж вони змогли досягти японської ескадри, часовий шторм повертається і починає переносити корабель у 1980 рік. Єленд скасовує наказ ударній групі літаків, і вони теж потрапляють в шторм, після чого благополучно сідають на палубу авіаносця. Проте одна людина залишається в минулому — командир авіагрупи Дік Овенс, що створює часову петлю. Під ім'ям Річард Тайдмен він зустрічається після завершення навчальної місії з Вореном Ласкі в 1980 році, чотири десятиліття потому після нападу на Перл-Гарбор.

## Виробництво
Фільм був знятий при абсолютній співпраці з ВМС США.

## Сприйняття
Оцінка на сайті IMDb — 6,7/10.
У середині 1980-х років комуністичний уряд заборонив фільм в Угорщині, стверджуючи, що той прославляє збройні сили Сполучених Штатів. Однак деякі нелегальні копії були розповсюджені на VHS з моментами про російський траулер і USS «Німіц».

## Цікавий факт
Під час другої появи часовий шторм повторює курс авіаносця, немовби запобігаючи втручанню людей і корабля з іншого часу у природній хід історії, але втручання вже сталося, коли палубні винищувачі збили два японських літака-розвідника.